# Judyta Bolesławówna
Judyta (ur. między 1130 a 1135, zm. 8 lipca między 1171 a 1175) – księżniczka polska, margrabina brandenburska z dynastii Piastów.
Córka księcia Polski Bolesława III Krzywoustego i Salomei z Bergu, córki hrabiego Bergu Henryka z Bergu. Żona margrabiego Brandenburgii Ottona I. Matka margrabiego Brandenburgii Ottona II.

## Dzieciństwo
Judyta urodziła się jako jedno z ostatnich dzieci Bolesława Krzywoustego i jego drugiej żony Salomei. Nie jest znana dokładna data jej narodzin. Podawany przedział lat, w którym miała się urodzić, wnioskuje się na podstawie przekazów o planach wydania jej za mąż. Najprawdopodobniej to bowiem Judyta jest tą księżniczką, która, według polskich roczników średniowiecznych, w latach trzydziestych XII wieku miała być wydana za Gejzę, syna króla Węgier Beli II. Rocznik Traski podaje, że do wydarzenia doszło w 1136 Ponieważ można założyć, że księżniczka polska była młodsza od królewicza węgierskiego, który urodził się ok. 1130, a także znane są roczne daty narodzin najmłodszych dzieci Bolesława Krzywoustego (Agnieszka – 1137, Kazimierz II Sprawiedliwy – 1138), można przyjąć, że Judyta przyszła na świat między 1130 a 1135. Podawane w rocznikach informacje dotyczyły jednak nie małżeństwa, lecz jedynie planów rodziców obojga w sprawie ich narzeczeństwa, gdyż tylko taki związek pomiędzy dwojgiem dzieci był wówczas możliwy. Małżeństwo to nie doszło do skutku. Najpóźniej w 1146 doszło do zerwania zaręczyn najprawdopodobniej za zgodą obydwu rodzin. Przyczyny tego kroku można prawdopodobnie upatrywać w małżeństwie Mieszka (syna Bolesława) z królewną węgierską Elżbietą (przypuszczalnie siostrą lub bratanicą stryjeczną Beli II), które wystarczająco zabezpieczało sojusz polsko-węgierski. Arpadowie jak i Piastowie mogli więc szukać powinowactw politycznych z innymi dynastiami.

## Małżeństwo z Ottonem
6 stycznia 1148 w Kruszwicy Judyta poślubiła Ottona, syna margrabiego Marchii Północnej Albrechta Niedźwiedzia. Małżeństwo to miało umocnić sojusz pomiędzy Piastami wywodzącymi się z małżeństwa Bolesława III Krzywoustego i Salomei z Bergu a dynastią askańską. Młodzi Piastowie, niepewni swojej pozycji po wygnaniu brata, Władysława, który za granicą starał się o wsparcie w jego powrót do Polski, potrzebowali wpływowego sojusznika, jakim niewątpliwie był margrabia Marchii Północnej. To właśnie jemu zawdzięczali to, że w trakcie wyprawy do Polski w 1146 król Niemiec Konrad III nie przywrócił do zajmowanych wcześniej dzielnic wygnanego przez nich seniora. Natomiast Albrecht Niedźwiedź w związku z planem podbicia ziem Słowian połabskich potrzebował zapewnienia, że Polacy nie przeszkodzą mu w tym przedsięwzięciu. Swój cel Askańczyk osiągnął w 1157, a z podbitych terenów i ziem Marchii Północnej utworzył Marchię Brandenburską.
Nic nie wiadomo o roli politycznej, jaką Judyta miała odgrywać w Niemczech. Jej mąż jako najstarszy syn Albrechta Niedźwiedzia przejął po nim rządy w Marchii Brandenburskiej. W trakcie swego panowania kontynuował wytyczoną przez ojca linię polityczną, umacniając władzę dynastii askańskiej w Brandenburgii. Dzięki temu jego następcy mogli podbić ziemie słowiańskie aż po Odrę a także utworzyć w XIII w. na wschód od niej Nową Marchię.
Z małżeństwa Judyty i Ottona przyszło na świat dwóch synów: Otton II i Henryk. Nie jest pewne, z którego małżeństwa pochodził najmłodszy syn margrabiego Brandenburgii, Albrecht II. Prawdopodobnie jednak jego matką była druga żona Ottona, Adelajda.

## Śmierć
Podobnie jak data urodzenia nie jest również znana data śmierci Judyty. Pewna jest jedynie data dzienna śmierci – 8 lipca. Jej znajomość zawdzięcza się Zachariaszowi Garcaeusowi, który w XVI w. odczytał napis z nieistniejącego już nagrobka Piastówny: VIII idus Iulii obiit Iuditha, marchionissa, gemma Polonorum. Natomiast rok śmierci można określić jedynie za pomocą przedziału lat, w którym śmierć margrabiny brandenburskiej mogła nastąpić. W dokumentach z 1170 występuje jeszcze jako osoba żyjąca, zaś źródła z 1177 podają, że małżonką Ottona była już Adelajda. Na tej podstawie przyjmuje się, że Judyta zmarła między 1171 a 1175. Za autorem dziejopisu Marchii Brandenburskiej z XVI w. wiadomo, że jej ciało zostało złożone pośrodku katedry w Brandenburgu.

## Genealogia
| Władysław I Herman ur. 1042–1044 zm. 4 VI 1102 | Władysław I Herman ur. 1042–1044 zm. 4 VI 1102 |                                                        |                                                        | Judyta Przemyślidka ur. 1057–1060 zm. 24/25 XII 1086 | Judyta Przemyślidka ur. 1057–1060 zm. 24/25 XII 1086 |  |  | Henryk z Bergu ur. ? zm. 24 IX p. 1116 | Henryk z Bergu ur. ? zm. 24 IX p. 1116 |                                               |                                               | Adelajda z Mochental ur. ? zm. 1 XII 1125 | Adelajda z Mochental ur. ? zm. 1 XII 1125 |
|                                                |                                                |                                                        |                                                        |                                                      |                                                      |  |  |                                        |                                        |                                               |                                               |                                           |                                           |
|                                                |                                                |                                                        |                                                        |                                                      |                                                      |  |  |                                        |                                        |                                               |                                               |                                           |                                           |
|                                                |                                                | Bolesław III Krzywousty ur. 20 VIII 1086 zm. 28 X 1138 | Bolesław III Krzywousty ur. 20 VIII 1086 zm. 28 X 1138 |                                                      |                                                      |  |  |                                        |                                        | Salomea z Bergu ur. 1093–1101 zm. 27 VII 1144 | Salomea z Bergu ur. 1093–1101 zm. 27 VII 1144 |                                           |                                           |
|                                                |                                                |                                                        |                                                        |                                                      |                                                      |  |  |                                        |                                        |                                               |                                               |                                           |                                           |
|                                                |                                                |                                                        |                                                        |                                                      |                                                      |  |  |                                        |                                        |                                               |                                               |                                           |                                           |
|                                                |                                                |                                                        |                                                        |                                                      |                                                      |  |  |                                        |                                        |                                               |                                               |                                           |                                           |

|        |        | Otton I zm. 7 III 1184 OO 6 I 1148 | Otton I zm. 7 III 1184 OO 6 I 1148 | Judyta ur. 1130–1135 zm. 8 VII m. 1171 a 1175 | Judyta ur. 1130–1135 zm. 8 VII m. 1171 a 1175 |  |  |  |  |
|        |        |                                    |                                    |                                               |                                               |  |  |  |  |
|        |        |                                    |                                    |                                               |                                               |  |  |  |  |
|        |        |                                    |                                    |                                               |                                               |  |  |  |  |
| Henryk | Henryk | Otton II                           | Otton II                           |                                               |                                               |  |  |  |  |

Opracowanie na podstawie: K. Jasiński, Rodowód pierwszych Piastów, Poznań 2004; A. Marzec, Judyta, [w:] K. Ożóg, S. Szczur (red.), Piastowie. Leksykon biograficzny, Kraków 1999. Bavaria, nobility (ang.), fmg.ac, [dostęp 2011-09-14]; Swabia, nobility (ang.), fmg.ac, [dostęp 2011-09-14].